# 하촌서로

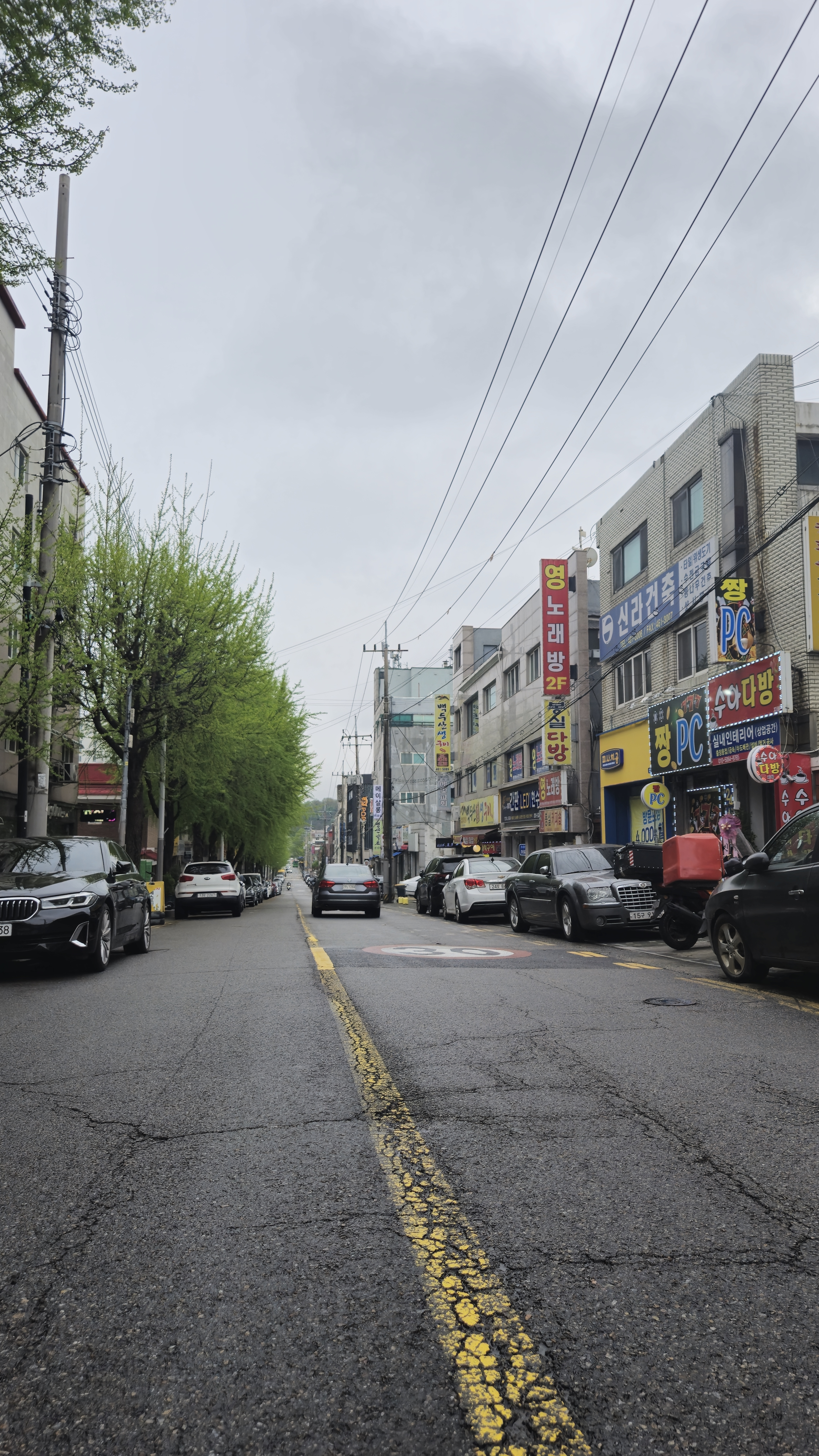
하천서로(인천광역시 남동구 만수동)

하촌서로는 인천광역시 남동구 만수동에 위치해 있다. 만수동 1003을 기점으로 만수동 993을 종점으로한 0.73km(730m) 연장의 길이를 가진 도로이다.

## 개요
하촌서로는 하촌마을이라는 어원으로 지어진 하촌로의 서편에 같은 방향으로 뻗어있는 모양을 취해 2009년 11월 16일 고시 및 효력이 발생하여 제정되었다. 하촌서로 인근에는 만수역과 가깝고, 문일여자고등학교가 인접해 있다.
만수동 시가 우측 끝자락에 위치해 있다보니 남동구를 횡단하는 도로와 맞닿는다. 하촌로의 가지도로 외 구월로의 가지도로, 구월남로, 구월로, 인주대로와 만나고, 만수천과 신만수교 측면에서 오거리 형태로 만난다. 남북으로 뻗은 동네로 하촌로와 설치 시기가 같아 은행나무 가로수길이 인상적인 도로이자 만수동 동네이다.

## 사진

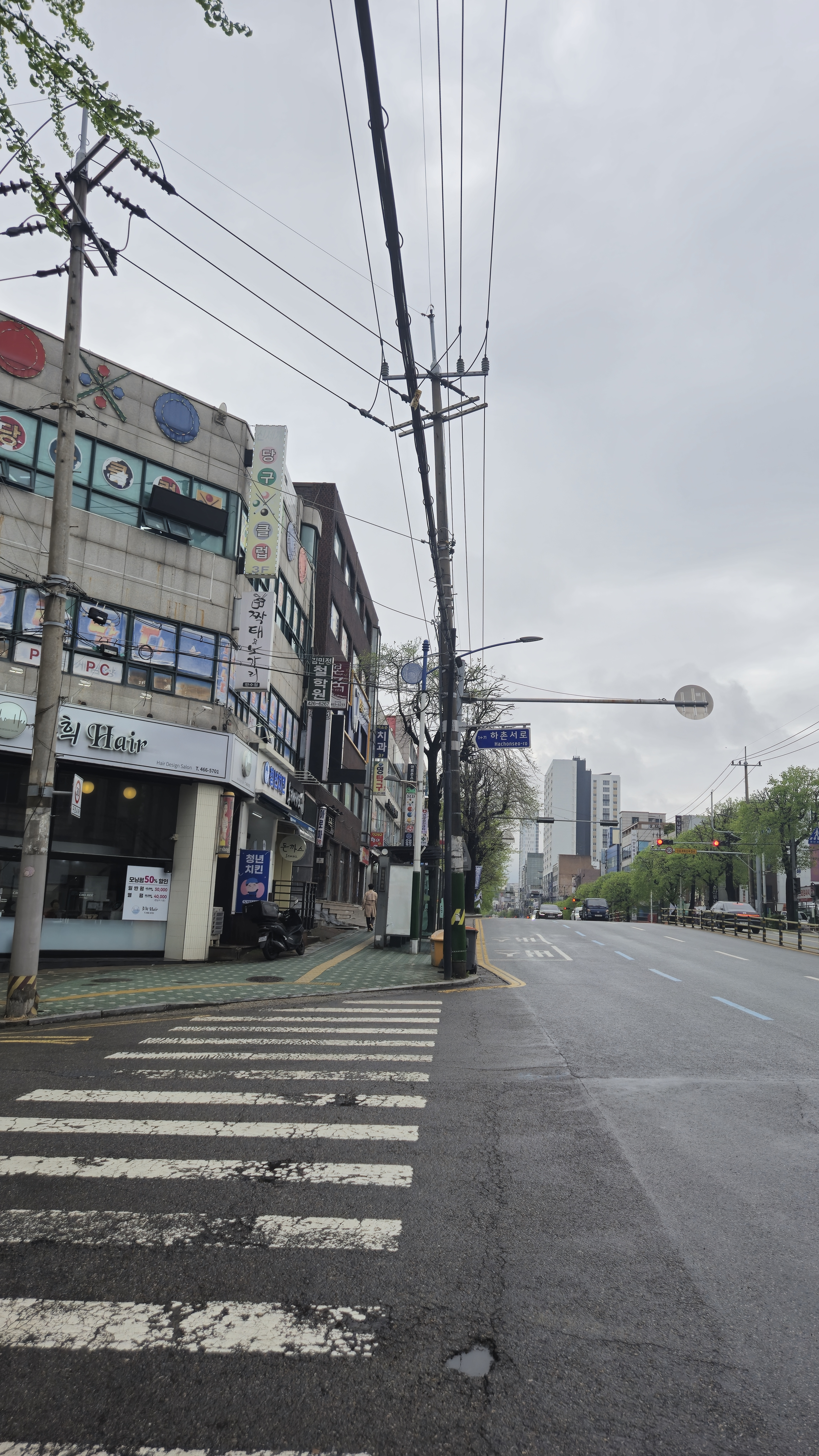
구월로 교차로(만수역 인근)
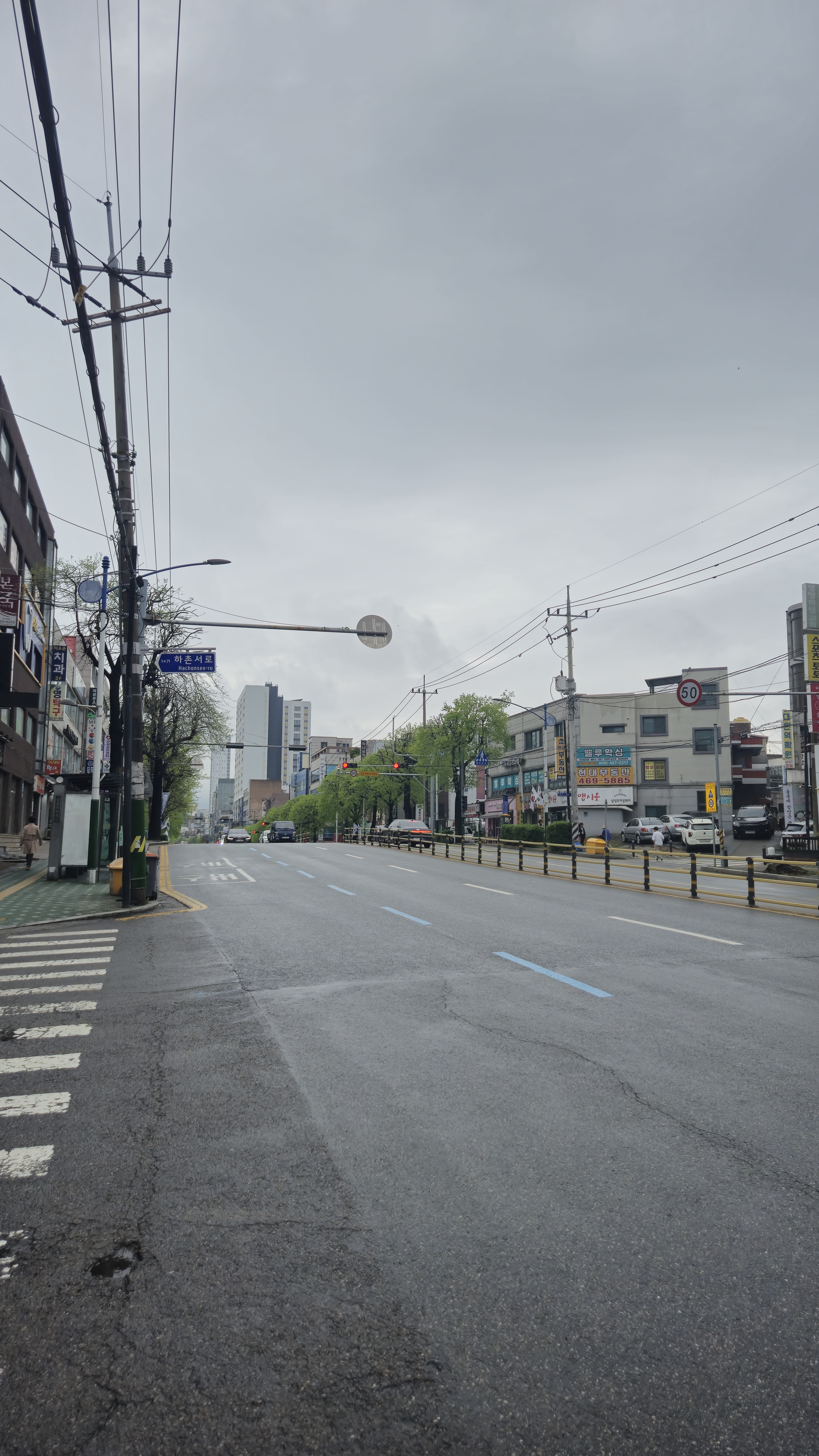
구월로 교차로(만수역 인근)
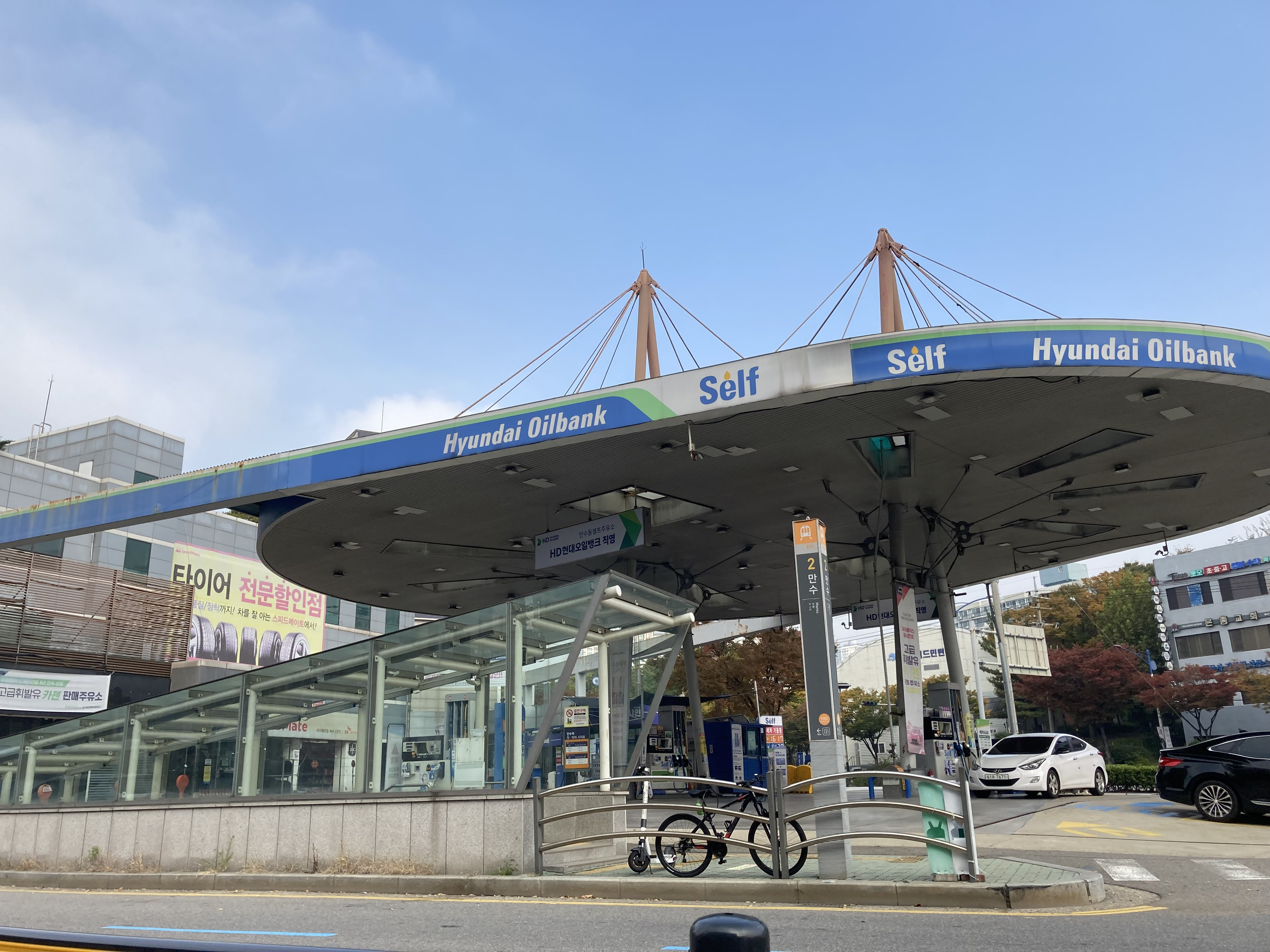
만수역(2번출구 측 주유소)

## 주요건물
- 문일여자고등학교
- 하우스토리 만수 아파트단지
- 만수역

## 인접도로
- 인주대로
- 하촌로
- 복개동로
- 복개서로
- 구월남로